# Montes de los Koriacos
Las montañas/montes de los Koriacos o altiplano de los Koriacos (en ruso: Корякское нагорье)  son un área de cadenas montañosas de Rusia ubicadas en el Lejano Oriente de Siberia, administrativamente parte del distrito autónomo de Chukotka y del krai de Kamchatka, con una pequeña parte en el óblast de Magadan. Reciben este nombre por haber estado habitados tradicionalmente por los koriakos. El punto más alto del sistema es el monte Ledyanaya de 2562 m de altitud, ubicado en la cordillera Ukelayat, en la parte central de las montañas. Se extienden unos 880 km en dirección NE/SO y 270 km en la NO/SE.

## Geografía
Las montañas de los Koriacos se elevan al sur del río Anadyr y al noreste de la península de Kamchatka. El altiplano de los Koriakos es uno de los sistemas glaciares más grandes de la parte norte del Lejano Oriente ruso. Hay numerosos glaciares y campos de hielo en algunas de las cordilleras, con una superficie total de  303,5 km².

### Subcordilleras
El sistema de las montañas de los Koriacos comprende muchas subcordilleras, entre otras:
- cordillera Vetvey, con su punto culminante a 1640 m;
- cordillera Vaeg, con su punto culminante a 1226 m;
- cordillera Pakhachin, con su punto culminante a 1715 m;
- cordillera Apuk
- cordillera Vatyna
- cordillera del Penzhina, con su punto culminante a 996 m;
- cordillera Gizhigin, con su punto culminante a 1059 m;
- cordillera Ichigem, con su punto culminante a 1465 m;
- cordillera Pylgin, con su punto culminante a 1355 m;
- cordillera Olyutor, con su punto culminante a 1568 m;
- cordillera Neprokhodimy, con su punto culminante a 1450 m;
- cordillera Southern Mayn, con su punto culminante a 1265 m;
- cordillera Snegovoy, con su punto culminante a 1712 m;
- cordillera Pikas, con su punto culminante a 1106 m;
- cordillera Ukelayat, con su punto culminante a 2562 m;
- cordillera Komeutyuyam, con su punto culminante a 1142 m;
- cordillera Koyverelan, con su punto culminante a 1077 m;
- cordillera Rarytkin,  en el extremo norte, cerca del lago Krasnoye;
- cordillera Ukvushvuynen, con su punto culminante a 1423 m, la más oriental, cerca del lago Pekulney.

### Ríos
Los ríos Mayn (475 km), Khatyrka (367 km), Velikaya y Ukelayat (118 km), así como el río Pénzhina (713 km), con sus afluentes Oklan (272 km) y Belaya (304 km), se encuentran entre los principales cursos de agua de las montañas de los Koriacos.

### Flora
Predominan la tundra de montaña y los desiertos de montaña, aunque en los valles prevalece la tundra herbácea y arbustiva. En las laderas septentrionales de las tierras altas hasta una altura de 200 m y en las laderas meridionales hasta 400 m, el cedro elfo está muy extendido. A lo largo del curso de agua de los ríos, a veces se encuentran bosques de llanura aluvial con álamos, chosenia y arbustos.